# 2015年のレノファ山口FC
ここでは2015年におけるレノファ山口FCの試合結果などについて記載する。

## 選手
注：選手の国籍表記はFIFAの定めた代表資格ルールに基づく。
ポジションはレノファ山口FC公式サイトの記述 に基づく。
| No. | Pos. |      | 選手名     |
| --- | ---- | ---- | ---------- |
| 1   | GK   | 日本 | 森田耕一郎 |
| 2   | DF   | 日本 | 宮城雅史   |
| 3   | DF   | 日本 | 菊本侑希   |
| 4   | DF   | 日本 | 小池龍太   |
| 5   | DF   | 日本 | 池永航     |
| 6   | DF   | 日本 | 黒木恭平   |
| 7   | MF   | 日本 | 福満隆貴   |
| 8   | MF   | 日本 | 島屋八徳   |
| 9   | FW   | 日本 | 岸田和人   |
| 11  | MF   | 日本 | 鳥養祐矢   |
| 13  | MF   | 日本 | 松本翔     |
| 14  | MF   | 日本 | 小塚和季   |
| 15  | DF   | 日本 | 碇野壱馬   |
| 16  | DF   | 日本 | 古澤慶太   |

| No. | Pos. |          | 選手名           |
| --- | ---- | -------- | ---------------- |
| 17  | GK   | 日本     | 一森純           |
| 18  | FW   | 日本     | 原口拓人         |
| 19  | MF   | 日本     | 浦紘史           |
| 20  | MF   | 日本     | 黒田拓真         |
| 21  | DF   | 日本     | 廣木雄磨         |
| 24  | MF   | 大韓民国 | キム・ジョンソク |
| 25  | MF   | 大韓民国 | チェ・ジュヨン   |
| 26  | DF   | 日本     | 香川勇気         |
| 27  | DF   | 日本     | 泉悠哉           |
| 30  | GK   | 日本     | 村上昌謙         |
| 31  | DF   | 日本     | 前田晃一         |
| 32  | DF   | 日本     | 代健司           |
| 39  | MF   | 日本     | 平林輝良寛       |
| 44  | MF   | 日本     | 庄司悦大         |

### 新加入
| No. | Pos. |      | 選手名                         |
| --- | ---- | ---- | ------------------------------ |
| 1   | GK   | 日本 | 森田耕一郎 (←カマタマーレ讃岐) |
| 6   | DF   | 日本 | 黒木恭平 (←ヴェルスパ大分)     |
| 7   | MF   | 日本 | 福満隆貴 (←ヴェルスパ大分)     |
| 31  | DF   | 日本 | 前田晃一 (←FC琉球/7月)         |
| 44  | MF   | 日本 | 庄司悦大 (←FC町田ゼルビア)     |

| No. | Pos. |      | 選手名                  |
| --- | ---- | ---- | ----------------------- |
| 16  | DF   | 日本 | 古澤慶太 (桐蔭横浜大学) |
| 18  | FW   | 日本 | 原口拓人 (関西大学)     |
| 19  | MF   | 日本 | 浦紘史 (佐賀大学)       |
| 21  | DF   | 日本 | 廣木雄磨 (東京学芸大学) |
| 26  | DF   | 日本 | 香川勇気 (阪南大学)     |
| 27  | DF   | 日本 | 泉悠哉 (徳山大学)       |
| 30  | GK   | 日本 | 村上昌謙 (大阪体育大学) |

### 退団
| Pos. |                        | 選手名                       |
| ---- | ---------------------- | ---------------------------- |
| MF   | 日本                   | 飯塚亮                       |
| GK   | 日本                   | 寺田賢人                     |
| DF   | 日本                   | 高田健吾                     |
| MF   | 日本                   | 三浦旭人                     |
| DF   | 朝鮮民主主義人民共和国 | 孫正倫                       |
| MF   | 日本                   | 坂本博                       |
| DF   | 日本                   | 吉弘充志                     |
| MF   | 日本                   | 松元亮仁                     |
| DF   | 日本                   | 内山勇斗                     |
| FW   | 日本                   | 岡本秀雄                     |
| MF   | 日本                   | 福原康太 (→FCバレイン下関)   |
| MF   | 日本                   | 田村隆生 (→デッツォーラ島根) |
| GK   | 日本                   | 永冨裕尚 (→MIOびわこ滋賀)    |
| FW   | 日本                   | 三橋隼斗 (→横河武蔵野SC)     |

| Pos. |          | 選手名                                  |
| ---- | -------- | --------------------------------------- |
| MF   | 日本     | 山崎侑輝 (→栃木ウーヴァFC)              |
| DF   | 日本     | 藤本大 (→ロアッソ熊本)                  |
| FW   | 大韓民国 | ジョン・ミンヒョク (ロアッソ熊本退団)   |
| MF   | 大韓民国 | ジャン・ジョンウォン (アビスパ福岡退団) |
| MF   | 日本     | 西森正明 (現役引退)                     |
| MF   | 日本     | 岩渕良太 (→FC琉球)                      |

### 期限付き移籍
| No. | Pos. |          | 選手名                                             |
| --- | ---- | -------- | -------------------------------------------------- |
| 13  | MF   | 日本     | 松本翔 (横浜F・マリノスから)                       |
| 24  | MF   | 大韓民国 | キム・ジョンソク (サンフレッチェ広島から・7月まで) |
| 25  | MF   | 大韓民国 | チェ・ジュヨン (水原三星ブルーウィングス)          |
| 32  | DF   | 日本     | 代健司 (愛媛FCから・7月以降)                       |

| No. | Pos. |      | 選手名                       |
| --- | ---- | ---- | ---------------------------- |
| 16  | DF   | 日本 | 古澤慶太 (FC刈谷へ・7月以降) |

## シーズン概要
Jリーグ初挑戦となるこの年、Jリーグ経験者をあまり補強せず、開幕節鳥取戦のスターティングメンバー11名のうち9名がJリーグ初出場となる顔ぶれで臨んだJ3参入初年度 の下馬評は決して高くなかったが、前年から引き続き“細かくパスをつないで崩すサッカー”を徹底 し、第2節J-22戦ではJリーグ記録タイとなる8-0で圧勝する など前線の4人を中心に全員が連動する攻撃的サッカーを展開。第1クール（第1節-第13節）を10勝2敗、第2クール（第14節-第26節）を10勝1分1敗とリーグを席巻する。
しかし、第3クール初戦の第27節秋田戦に敗れると2度の連敗を喫するなど調子を落とし（第38節までの11試合で5勝1分5敗）、2位町田の猛追もあって第36節終了時点には最大で12あった勝点差がなくなるという展開にもつれ込む。迎えた11月23日の最終節、山口は鳥取戦で1-2としてリードされて迎えた後半アディショナルタイム6分（90+6分）、MF平林輝良寛のゴールで同点に追いつき2-2の引き分け、2位の町田も1-1で長野に引き分けたため、得失点差により参入1年目でのJ3初優勝とJ2初昇格権利を手中に収めた。終わってみれば、得失点差の関係で3位だった第1節を除き最後まで首位をキープしつづけ、36試合で総得点96・得失点差60、無得点試合がわずかに2試合、得点ランキング上位をFW岸田和人・MF福満隆貴・MF島屋八徳で独占するという圧倒的攻撃力を印象づけたシーズンとなった。
天皇杯は1回戦で長野に敗れた。

## 試合結果

### J3リーグ
出典：
      勝       分       負（いずれも山口側から見て）
| 2015年3月15日 第1節 | レノファ山口FC                  | 2-1      | ガイナーレ鳥取 | 山口市                                            |
| 15:34               | - 岸田和人 47分 - 鳥養祐矢 52分 | レポート |                | 競技場: 維新百年記念公園陸上競技場 観客数: 7194人 |

| 2015年3月21日 第2節 | レノファ山口FC                                                                                                | 8-0      | Jリーグ・アンダー22選抜 | 山口市                                            |
| 13:00               | - 島屋八徳 24分, 83分 - 岸田和人 44分 - 小塚和季 45分 - 福満隆貴 68分, 71分 - 平林輝良寛 76分 - 宮城雅史 86分 | レポート |                         | 競技場: 維新百年記念公園陸上競技場 観客数: 3348人 |

| 2015年4月5日 第4節 | レノファ山口FC                                  | 3-0      | 藤枝MYFC | 山口市                                            |
| 13:00              | - 小塚和季 35分 - 島屋八徳 45分 - 岸田和人 88分 | レポート |          | 競技場: 維新百年記念公園陸上競技場 観客数: 1697人 |

| 2015年4月12日 第5節 | ブラウブリッツ秋田 | 1-2      | レノファ山口FC                  | 秋田市                                    |
| 13:00               | 熊谷達也 11分      | レポート | - 島屋八徳 27分 - 岸田和人 51分 | 競技場: あきぎんスタジアム 観客数: 1975人 |

| 2015年4月19日 第6節 | レノファ山口FC | 1-0      | カターレ富山 | 山口市                                            |
| 13:00               | 宮城雅史 65分  | レポート |              | 競技場: 維新百年記念公園陸上競技場 観客数: 2319人 |

| 2015年4月26日 第7節 | AC長野パルセイロ               | 2-1      | レノファ山口FC  | 長野市                                          |
| 14:02               | - 勝又慶典 1分 - 都並優太 21分 | レポート | - 鳥養祐矢 14分 | 競技場: 南長野運動公園総合球技場 観客数: 5062人 |

| 2015年4月29日 第8節 | レノファ山口FC                                          | 4-3      | FC琉球                                          | 山口市                                            |
| 13:00               | - 島屋八徳 10分, 69分 - 福満隆貴 56分 - 岸田和人 90+3分 | レポート | - 松尾昇悟 30分 - 小幡純平 44分 - 中山悟志 50分 | 競技場: 維新百年記念公園陸上競技場 観客数: 3108人 |

| 2015年5月3日 第9節 | Y.S.C.C.横浜 | 0-1      | レノファ山口FC | 横浜市                                      |
| 13:00              |              | レポート | 宮城雅史 59分  | 競技場: ニッパツ三ツ沢球技場 観客数: 1153人 |

| 2015年5月6日 第10節 | レノファ山口FC      | 2-0      | SC相模原 | 山口市                                            |
| 13:00               | 島屋八徳 51分, 85分 | レポート |          | 競技場: 維新百年記念公園陸上競技場 観客数: 5212人 |

| 2015年5月10日 第11節 | 福島ユナイテッドFC                                | 3-4      | レノファ山口FC                              | 福島市                                              |
| 13:00                | - 岡田亮太 42分 - 前田尚輝 90分 - 齋藤恵太 90+2分 | レポート | - 福満隆貴 16分, 37分 - 岸田和人 18分, 83分 | 競技場: とうほう・みんなのスタジアム 観客数: 1398人 |

| 2015年5月17日 第12節 | レノファ山口FC                                       | 4-0      | グルージャ盛岡 | 山口市                                            |
| 13:00                | - 島屋八徳 6分 - 福満隆貴 19分, 66分 - 鳥養祐矢 50分 | レポート |                | 競技場: 維新百年記念公園陸上競技場 観客数: 4021人 |

| 2015年5月24日 第13節 | FC町田ゼルビア | 1-0      | レノファ山口FC | 町田市                                    |
| 16:00                | 鈴木崇文 47分  | レポート |                | 競技場: 町田市立陸上競技場 観客数: 3132人 |

| 2015年5月31日 第14節 | レノファ山口FC                        | 3-0      | Jリーグ・アンダー22選抜 | 下関市                                        |
| 13:00                | - 福満隆貴 29分, 86分 - 岸田和人 68分 | レポート |                         | 競技場: 下関市営下関陸上競技場 観客数: 2153人 |

| 2015年6月7日 第15節 | 藤枝MYFC | 0-4      | レノファ山口FC                              | 藤枝市                                           |
| 13:05               |          | レポート | - 岸田和人 39分, 63分, 64分 - 鳥養祐矢 49分 | 競技場: 藤枝総合運動公園サッカー場 観客数: 833人 |

| 2015年6月14日 第16節 | レノファ山口FC | 1-2      | FC町田ゼルビア                   | 下関市                                        |
| 13:00                | 岸田和人 45分  | レポート | - 深津康太 7分 - 重松健太郎 18分 | 競技場: 下関市営下関陸上競技場 観客数: 2639人 |

| 2015年6月20日 第17節 | レノファ山口FC                                                                       | 6-1      | Y.S.C.C.横浜  | 山口市                                            |
| 18:00                | - 鳥養祐矢 9分 - 小塚和季 25分 - 原口拓人 43分, 55分 - 岸田和人 68分 - 島屋八徳 83分 | レポート | 吉田明生 70分 | 競技場: 維新百年記念公園陸上競技場 観客数: 3722人 |

| 2015年6月28日 第18節 | カターレ富山                    | 2-5      | レノファ山口FC                                                        | 富山市                                              |
| 17:04                | - 中西倫也 10分 - 三上陽輔 17分 | レポート | - 福満隆貴 25分 - 島屋八徳 41分 - 岸田和人 44分, 50分 - 鳥養祐矢 62分 | 競技場: 富山県総合運動公園陸上競技場 観客数: 1958人 |

| 2015年7月5日 第19節 | レノファ山口FC                                 | 3-1      | ブラウブリッツ秋田 | 山口市                                            |
| 18:30               | - 鳥養祐矢 5分 - 島屋八徳 46分 - 岸田和人 63分 | レポート | 42分 (o.g.)        | 競技場: 維新百年記念公園陸上競技場 観客数: 3514人 |

| 2015年7月12日 第20節 | レノファ山口FC                                    | 3-2      | AC長野パルセイロ                  | 山口市                                            |
| 18:34                | - 福満隆貴 72分 - 90+1分 (o.g.) - 岸田和人 90+5分 | レポート | - 小山内貴哉 63分 - 山田晃平 66分 | 競技場: 維新百年記念公園陸上競技場 観客数: 4225人 |

| 2015年7月26日 第22節 | SC相模原 | 0-3      | レノファ山口FC                       | 相模原市                                      |
| 13:04                |          | レポート | - 鳥養祐矢 1分 - 岸田和人 38分, 80分 | 競技場: 相模原ギオンスタジアム 観客数: 3517人 |

| 2015年7月29日 第23節 | レノファ山口FC                                      | 3-0      | 福島ユナイテッドFC | 山口市                                            |
| 19:00                | - 島屋八徳 36分 - 岸田和人 75分 - 平林輝良寛 90+7分 | レポート |                    | 競技場: 維新百年記念公園陸上競技場 観客数: 4715人 |

| 2015年8月2日 第24節 | グルージャ盛岡 | 0-1      | レノファ山口FC | 盛岡市                                 |
| 15:00               |                | レポート | 小塚和季 77分  | 競技場: 盛岡南公園球技場 観客数: 855人 |

| 2015年8月9日 第25節 | ガイナーレ鳥取 | 1-1      | レノファ山口FC | 鳥取市                                          |
| 17:03               | 奥村慶之 77分  | レポート | 岸田和人 10分  | 競技場: とりぎんバードスタジアム 観客数: 2381人 |

| 2015年8月15日 第26節 | レノファ山口FC                                             | 5-0      | FC琉球 | 山口市                                            |
| 18:31                | - 岸田和人 7分, 12分, 72分 - 小塚和季 42分 - 宮城雅史 60分 | レポート |        | 競技場: 維新百年記念公園陸上競技場 観客数: 8474人 |

| 2015年9月6日 第27節 | ブラウブリッツ秋田                                           | 3-1      | レノファ山口FC | 秋田市                                    |
| 15:05               | - 佐藤祥 69分 - 熊谷達也 {goal\|70}} - 盛礼良レオナルド 79分 | レポート | 岸田和人 88分  | 競技場: あきぎんスタジアム 観客数: 1241人 |

| 2015年9月13日 第28節 | レノファ山口FC | 1-2      | カターレ富山                    | 山口市                                            |
| 18:00                | 島屋八徳 1分   | レポート | - 苔口卓也 49分 - 北井佑季 79分 | 競技場: 維新百年記念公園陸上競技場 観客数: 4630人 |

| 2015年9月20日 第29節 | FC町田ゼルビア | 1-3      | レノファ山口FC                                    | 町田市                                    |
| 19:03                | 鈴木崇文 50分  | レポート | - 岸田和人 36分 - 福満隆貴 68分 - 平林輝良寛 80分 | 競技場: 町田市立陸上競技場 観客数: 5191人 |

| 2015年9月23日 第30節 | 福島ユナイテッドFC            | 2-1      | レノファ山口FC | 福島市                                              |
| 13:00                | - 星雄次 56分 - 齋藤恵太 76分 | レポート | 島屋八徳 19分  | 競技場: とうほう・みんなのスタジアム 観客数: 1208人 |

| 2015年9月27日 第31節 | レノファ山口FC                              | 4-0      | Y.S.C.C.横浜 | 山口市                                            |
| 13:00                | - 福満隆貴 34分, 62分, 89分 - 岸田和人 80分 | レポート |              | 競技場: 維新百年記念公園陸上競技場 観客数: 4510人 |

| 2015年10月4日 第32節 | レノファ山口FC                                              | 5-0      | SC相模原 | 下関市                                        |
| 13:01                | - 福満隆貴 09分, 21分, 35分 - 小塚和季 50分 - 岸田和人 87分 | レポート |          | 競技場: 下関市営下関陸上競技場 観客数: 3315人 |

| 2015年10月11日 第33節 | FC琉球 | 0-2      | レノファ山口FC                  | 沖縄市                                              |
| 15:00                 |        | レポート | - 岸田和人 27分 - 島屋八徳 34分 | 競技場: 沖縄県総合運動公園陸上競技場 観客数: 1018人 |

| 2015年10月25日 第35節 | レノファ山口FC | 1-2      | AC長野パルセイロ                | 山口市                                            |
| 19:03                 | 福満隆貴 40分  | レポート | - 有永一生 28分 - 菅野哲也 74分 | 競技場: 維新百年記念公園陸上競技場 観客数: 5644人 |

| 2015年11月3日 第36節 | レノファ山口FC                    | 2-3      | 藤枝MYFC                              | 山口市                                            |
| 14:04                | - 小池龍太 82分 - 岸田和人 90+5分 | レポート | - 大石治寿 20分, 64分 - 越智亮介 60分 | 競技場: 維新百年記念公園陸上競技場 観客数: 6586人 |

| 2015年11月8日 第37節 | グルージャ盛岡 | 1-4      | レノファ山口FC                                             | 盛岡市                                 |
| 13:00                | 高瀬証 76分    | レポート | - 8分 (o.g.) - 宮城雅史 18分 - 岸田和人 71分 - 代健司 82分 | 競技場: 盛岡南公園球技場 観客数: 635人 |

| 2015年11月14日 第38節 | レノファ山口FC | 0-0      | Jリーグ・アンダー22選抜 | 山口市                                            |
| 12:04                 |                | レポート |                         | 競技場: 維新百年記念公園陸上競技場 観客数: 6322人 |

| 2015年11月23日 第39節 | ガイナーレ鳥取                           | 2-2      | レノファ山口FC                      | 鳥取市                                          |
| 13:00                 | - 安藤由翔 2分 - フェルナンジーニョ 72分 | レポート | - 岸田和人 62分 - 平林輝良寛 90+6分 | 競技場: とりぎんバードスタジアム 観客数: 4013人 |

### 天皇杯
| 2015年8月30日 1回戦 | AC長野パルセイロ | 1 - 0          | レノファ山口FC | 長野市                                                        |
| 16:00               | 松原優吉 56分    | 公式記録 (PDF) |                | 競技場: 南長野運動公園総合球技場 観客数: 2,870人 主審: 松本大 |